# Patricio Borghetti
Juan Patricio Borghetti Imérito (Buenos Aires, 5 de dezembro de 1973) é um ator, cantor e apresentador de nascimento argentino e naturalizado mexicano, que atualmente vive no México.

## Biografia
Aos 14 anos de idade Patricio formou sua primeira banda de rock chamada "Sur". Depois trabalhou como modelo e fez aparições em algumas telenovelas na Argentina. Em meados da década de 1990 chegou ao México e estrelou na telenovela musical DKDA: Sueños de Juventud, onde interpretou Axel Harris.
Suas últimas participações em telenovelas mexicanos foram em El Juego de la Vida em 2001 e Rebelde em 2004. Borghetti foi casado com a atriz Grettell Valdéz,que também participou de Rebelde,com quem tem um filho chamado Santino. Desde 2011 encontra-se em enlace conjugal com Odalys Ramírez, com quem trabalha na Televisa e possui um casal de filhos.

## Carreira

### Telenovelas
Patrício Borghetti participou dos seguintes trabalhos televisivos:
- Antes Muerta que Lichita (2015/2016): como Nestor Acosta.
- La Mujer Del Vendaval(2012-13):Christian Serraria.
- Esperanza del corazón (2011/2012): como Mariano Duarte.
- Teresa (2010): como Martín.
- Atrévete a soñar (2009): como René.
- Cuidado con el ángel (2008): como Cameo.
- Sexo e ele diz que amava fazer y otros secretos (2007): como Santiago.
- Amor mío (2007): como Javier.
- Lola...Érase una vez! (2007/2008): como Máximo Augusto Calderón.
- Rebelde (2004): como Prof. Enrique Madariaga.
- Ángel rebelde (2004): como Juan Cuchillo.
- A Vida É um Jogo (2001): como Patricio 'Pato' Fernández.
- Maria Belén (2001): como Ángel.
- DKDA: Sueños de juventud (1999): como Axel Harris.
- 90-60-90 modelos (1996).
- Montaña Rusa (1994).

### Reality shows
Seguem-se suas participações abaixo:
- Cantando por un sueño (2006).
- Big Brother VIP 3 (2004): foi o 10º eliminado.
- La pesera del amor (2003).

### Discografia
Seus lançamentos solo são:
- DKDA...Sueños de Juventud.
- Patricio Borghetti.
- Eternamente.